# Pungitius polyakovi
Pungitius polyakovi är en fiskart som beskrevs av Shedko, Shedko och Pietsch 2005. Pungitius polyakovi ingår i släktet Pungitius och familjen spiggfiskar. Inga underarter finns listade i Catalogue of Life.